# علیرضاوندی (گوآور)
علیرضاوندی یک روستا در ایران است که در دهستان گوآور شهرستان گیلانغرب واقع شده‌است. علیرضاوندی ۳۶ نفر جمعیت دارد.

## جمعیت
این روستا در بخش گواور قرار دارد و براساس سرشماری مرکز آمار ایران در سال ۱۳۸۵، جمعیت آن ۳۶ نفر (۶ خانوار) بوده‌است.